# Браунвуд
Браунвуд (англ. Brownwood) — город в США, расположенный в центральной части штата Техас, административный центр округа Браун. По данным переписи за 2010 год число жителей составляло 19 288 человек, по оценке Бюро переписи США в 2019 году в городе проживало 18 679 человек.

## История
Как и округ, город был назван в честь пионера из Кентукки, командира в битве при Веласко Генри Стивенсона Брауна. При создании округа в 1857 году поселение Браунвуд было избрано административным центром. В 1858  году было открыто почтовое отделение. Изначально город располагался на восточной стороне старицы реки Пекан, но в конце 1860-х годов из-за территориальных диспутов и нехватки питьевой воды поселение переместилось на западный берег. В 1865 году была основана масонская ложа Браунвуда. К 1876 году в городе проживало около 120 человек, работали три церкви, банк и школа. Браунвуд находился на Великом западном пути (англ. Great Western Trail), магазины и салуны города пользовались популярностью у ковбоев, гнавших по дороге скот. В 1877 году в Браунвуде появилась хлопкоочистительная машина. Вскоре город стал центром Фермерского альянса (англ. Farmers' Alliance), был построен хлопковый завод, началось издание журнала Freemans Journal. Помимо издания альянса, в городе также выпускались и другие газеты. В 1884 году город принял устав, началось формирование органов местной власти. В 1885 году в город пришла железная дорога Gulf, Colorado and Santa Fe Railroad, начался выпуск первой ежедневной газеты Daily Bee, в 1886 году появился водопровод.
В 1883 году школы Браунвуда были обхелинены в независимый школьный округ. В 1889 году было открыто два колледжа при церквях, Brownwood—Daniel Baker College от пресвитерианской церкви и Howard Payne College баптистской церкви. В конце 1880-х годов в Браунвуде была открыта опера. К 1890 году в городе существовали пять церквей, завод по производству льда, пожарная часть и санаторий. В 1891 году была построена вторая железная дорога, Fort Worth and Rio Grande. К 1900 году в городе доминировало хлопковое производство, работали завод West Texas Comress Company, мельница по отжиму хлопкового масла Brownwood Cotton Oil Mill, а также 16 хлопкоочистительных машин. Набиравшие силу идеи Сухого закона вылились в закрытие салунов в 1903 году после серии криминальных происшествий в Браунвуде. В 1912 году в город была проведена железная дорога Brownwood North and South. В 1920-х годах город являлся крупнейшим хлопковым центром к западу от Форт-Уэрта несмотря на эпидемию заражения хлопка хлопковым долгоносиком и другие проблемы в хлопковой отрасли.
В первой половине XX века в городе произошло два экономических бума. Первый был связан с развитием нефтяной промышленности, а второй с появлением объектов военной промышленности во время Второй мировой войны. Нефть в регионе была обнаружена в 1917 году. Во время нефтяного бума число жителей достигало как минимум 12 789 человек, а в городе работало 25 заводов. В 1933 году рядом с городом было построено водохранилище. Осенью 1940 года к юго-западу от Браунвуда была основана военная база Буи. К декабрю того же года количество персонала на базе превысило число жителей города. Несмотря на временный характер роста и закрытие базы в 1946 году, период процветания позволил городу улучшить дороги, медицинские учреждения, построить аэропорт и новое жильё. Помимо закрытия военной базы на спад экономики города повлияла семилетняя засуха 1940 — 1950 годов. Основными источниками доходов в то время являлись производство шерсти, масла, птицы, домашнего скота, арахиса и пеканов. В 1953 году бизнес-район города частично сгорел. В 1970-х годах в городе работали производства промышленного и транспортного оборудования, мебели, одежды, изделий из шерсти, щебня, кормов для скота, продуктов питания, стекла, пластмасс и изделий из кожи. В 1980-х годах важными отраслями производства стали пищевая упаковка, коммерческая печать, а также производство сантехники, кожаных перчаток, нефтедобывающей техники и строительного оборудования.

## География
Браунвуд находится в центральной части округа, его координаты: 31°42′43″ с. ш. 98°58′34″ з. д..
Согласно данным бюро переписи США, площадь города составляет около 38,5 км2, из которых 38,4 км2 занято сушей, а менее 0,1 км2 — водная поверхность.

### Климат
Согласно классификации климатов Кёппена, в Браунвуде преобладает влажный субтропический климат (Cfa).
| Показатель                    | Янв. | Фев. | Март | Апр. | Май  | Июнь  | Июль | Авг. | Сен. | Окт. | Нояб. | Дек. | Год   |
| ----------------------------- | ---- | ---- | ---- | ---- | ---- | ----- | ---- | ---- | ---- | ---- | ----- | ---- | ----- |
| Абсолютный максимум, °C       | 32   | 35   | 37   | 38   | 42   | 43    | 45   | 43   | 41   | 39   | 33    | 31   | 45    |
| Средний суточный максимум, °C | 15,2 | 17,1 | 21,3 | 25,9 | 29,8 | 33,2  | 35,4 | 35,7 | 31,9 | 26,7 | 20,6  | 15,7 | 25,8  |
| Средняя температура, °C       | 7,1  | 9,2  | 13,4 | 18,1 | 22,8 | 26,3  | 28,2 | 28,3 | 24,4 | 18,9 | 12,8  | 7,7  | 18,2  |
| Средний суточный минимум, °C  | −1,1 | 1,3  | 5,6  | 10,2 | 15,7 | 19,5  | 21,1 | 21   | 16,9 | 11,1 | 5,2   | −0,3 | 10,6  |
| Абсолютный минимум, °C        | −18  |      | −13  | −2   | 1    | 6     | 12   | 8    | 3    | −7   | −10   | −19  | −19   |
| Норма осадков, мм             | 35,6 | 61   | 68,6 | 58,4 | 96,5 | 114,3 | 50,8 | 55,9 | 73,7 | 78,7 | 43,2  | 38,1 | 772,2 |
| Источник: weatherbase.com     |      |      |      |      |      |       |      |      |      |      |       |      |       |

## Население
Согласно переписи населения 2010 года в городе проживало 19 288 человек, было 7369 домохозяйств и 4694 семьи. Расовый состав города: 82,8 % — белые, 5 % — афроамериканцы, 0,5 % — коренные жители США, 0,5 % — азиаты, 0 % (4 человека) — жители Гавайев или Океании, 8,9 % — другие расы, 2,3 % — две и более расы. Число испаноязычных жителей любых рас составило 25,9 %.
Из 7369 домохозяйств, в 34,6 % живут дети младше 18 лет. 43,4 % домохозяйств представляли собой совместно проживающие супружеские пары (17,6 % с детьми младше 18 лет), в 15,2 % домохозяйств женщины проживали без мужей, в 5,1 % домохозяйств мужчины проживали без жён, 36,3 % домохозяйств не являлись семьями. В 30,3 % домохозяйств проживал только один человек, 11,7 % составляли одинокие пожилые люди (старше 65 лет). Средний размер домохозяйства составлял 2,47 человека. Средний размер семьи — 3,06 человека.
Население города по возрастному диапазону распределилось следующим образом: 29,9 % — жители младше 20 лет, 26,7 % находятся в возрасте от 20 до 39, 28,5 % — от 40 до 64, 14,8 % — 65 лет и старше. Средний возраст составляет 34,2 года.
Согласно данным пятилетнего опроса 2019 года, медианный доход домохозяйства в Браунвуде составляет 41 404 доллара США в год, медианный доход семьи — 53 739 долларов. Доход на душу населения в городе составляет 23 657 долларов. Около 12,3 % семей и 15,6 % населения находятся за чертой бедности. В том числе 20,1 % в возрасте до 18 лет и 6,1 % старше 65 лет.

## Местное управление
Управление городом осуществляется мэром и городским советом, состоящим из 5 человек. Члены городского совета избираются по округам, каждый член избирается сроком на четыре года.
Другими важными должностями, на которые происходит наём сотрудников, являются:
- Сити-менеджер
- Городской секретарь
- Глава департамента строительства
- Глава департамента экономического развития
- Начальник пожарной охраны
- Финансовый директор
- Начальник отдела кадров
- Городской юрист
- Муниципальный судья
- Глава отдела парков и отдыха
- Начальник полиции
- Городской инженер
- Глава отдела общественных работ

## Инфраструктура и транспорт
Основными автомагистралями, проходящими через Браунвуд, являются:
- автомагистраль 67 США проходит с северо-востока от Команче на запад к Колмену.
- автомагистраль 84 США проходит с юго-востока от Голдтуэйта на запад к Колмену.
- автомагистраль 183 США проходит с севера от Брекенриджа на юго-восток к Голдтуэйту.
- автомагистраль 377 США проходит с северо-востока от Команче на юго-запад к Брейди.
- автомагистраль 279 штата Техас начинается в Браунвуде и идёт на северо-запад к городу Кросс-Плейнс.

В городе располагается региональный аэропорт Браунвуд. Аэропорт располагает двумя взлётно-посадочными полосами длиной 1707 и 1405 метров. Ближайшим аэропортом, выполняющим коммерческие рейсы, является региональный аэропорт в Абилине. Аэропорт находится примерно в 125 километрах к северо-западу от Браунвуда.

## Образование
Город обслуживается независимым школьным округом Браунвуд.
В Браунвуде располагается основной кампус баптистского университета Говарда Пейна, основанный в 1889 году. Также в городе располагается филиал West Texas системы Техасских технических колледжей (англ. Texas State Technical College System)

## Экономика
Согласно финансовому отчёту города за 2016-2017 финансовый год, Браунвуд владел активами на $95 млн, долговые обязательства города составляли $57,6 млн. Доходы города составили $35,85 млн, расходы города — $37,27 млн .

## Отдых и развлечения
В городе располагаются музей истории округа Браун, мемориальный парк Кэмп-Буи, а также зона отдыха штата на водохранилище Лейк-Браунвуд.